# Manuel Hidalgo (Komponist)
Manuel Hidalgo (* 4. Februar 1956 in Antequera, Andalusien) ist ein spanischer Komponist. 

## Leben und Wirken
Nach einem kurzen Besuch der medizinischen Fakultät studierte er Komposition; zuerst bei Juan-Alfonso García in Granada, von 1976 bis 1978 bei Hans Ulrich Lehmann in Zürich und von 1979 bis 1984 bei Helmut Lachenmann in Hannover und Stuttgart.
Nach seinen Anfängen in der Popmusik schrieb Hidalgo zahlreiche Auftragswerke für Festivals neuer Musik, darunter für Gaudeamus in Amsterdam (1977, 1978), die Donaueschinger Musiktage (1983, 1986), für „Musik im 20. Jahrhundert“ in Saarbrücken (1983, 1994), die Biennale von Venedig (1985), die „Stuttgarter Tage für Neue Musik“ (1991), die Bremer pro musica nova (1991), den Rencontres Internationales de Musique Contemporaine in Metz (1991) und die Schwetzinger Festspiele (1991, 1995, 1996).
Hidalgo arbeitet in seinen Werken mit konventionellen Tönen und Klängen. Jedoch spielt er stark mit traditionellen und konventionellen Erwartungen, die er „enttäuscht“. Die zum Teil sehr expressiven Werke sind „gereinigt von historischem Ballast“. Zu Hidalgos Werken gehören u. a. das Streichquartett Hacia (1980), die Orchesterwerke Harto (1982) und Física (1991), Trio esperando (1989) und Romance du Chantelier für Saxophon und Ensemble (1994). Sein „Introduktion und Fuge aus der Klaviersonate op. 106 von Beethoven für Akkordeon und Orchester bearbeitet“ (2004) war ein Kompositionsauftrag des WDR und wurde dort am 8. Dezember 2006 uraufgeführt.
Hidalgo wurde 1983 mit dem Beethovenpreis der Stadt Bonn ausgezeichnet.